# Mozart (cráter)

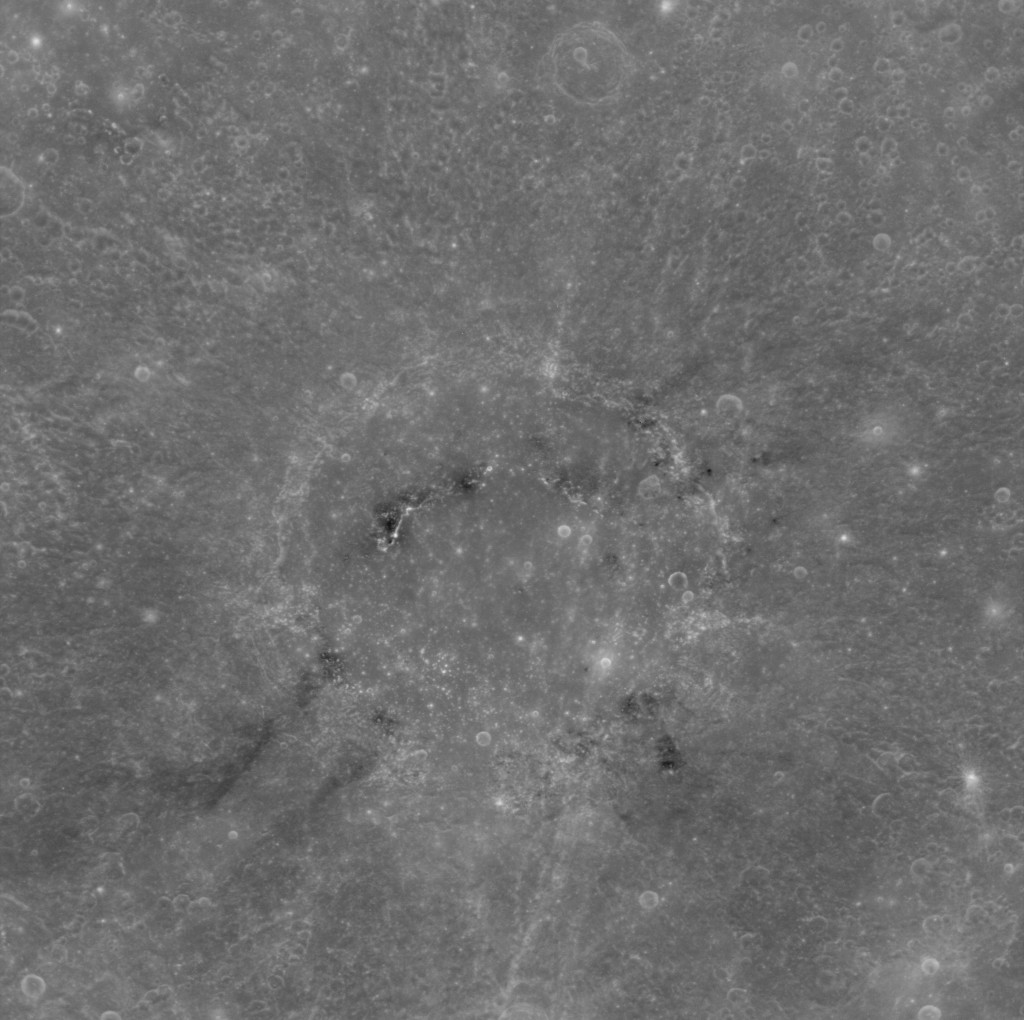
Cráter Mozart

Mozart es un cráter de impacto en el planeta Mercurio de 241 km de diámetro. Lleva el nombre del compositor austríaco Wolfgang Amadeus Mozart (1756-1791), y su nombre fue aprobado por la Unión Astronómica Internacional en 1976.
El arco de cerros oscuros visibles en el piso del cráter probablemente representa restos de un pico anular. Una inspección minuciosa de la zona alrededor del cráter Mozart muestra largas cadenas de cráteres secundarios, formadas por impacto del material expulsado durante la formación del cráter principal. El cráter de Mozart se encuentra justo al sur de la cuenca Caloris.